# КАМАЗ-5308
КАМАЗ-5308 — российский бортовой грузовой автомобиль производства Камского автомобильного завода, серийно выпускаемый с осени 2010 года. Представляет собой автомобиль, очень похожий на КАМАЗ-4308, но с незначительными изменениями.

## Отличия отКАМАЗ-4308
В отличие от автомобиля КАМАЗ-4308, у автомобиля КАМАЗ-5308 длина увеличена на 2 метра, погрузка — до 2 тонн. Задняя подвеска автомобиля — пневматическая. Кабина полностью усовершенствованная, нежели у КАМАЗ-4308. Панель управления сделана из пластика. Кабине присуще спальное место. С учётом высоты крыши, можно отрегулировать высоту сиденья.

## Технические характеристики
- Колёсная формула — 4 × 2
- Весовые параметры и нагрузки, а/м
  - Снаряжённая масса а/м, кг — 9000
  - Грузоподъёмность а/м, кг — 8200
  - Полная масса, кг — 15000
- Двигатель
  - Модель — Cummins ISBe 6.7 (Евро-3)
  - Тип — дизельный с турбонаддувом
  - Мощность кВт (л. с.) — 300 л. с.
  - Расположение и число цилиндров — рядное, 6
  - Рабочий объём, л — 6,7
- Коробка передач
  - Тип — механическая, шестиступенчатая (ZF 6S1000)
- Кабина
  - Тип — расположенная над двигателем, с высокой крышей
  - Исполнение — со спальным местом
- Колёса и шины
  - Тип колёс — дисковые
  - Тип шин — пневматические
  - Размер шин — 285/70 R19,5
- Общие характеристики
  - Максимальная скорость, км/ч — 115
  - Угол преодол. подъёма, не менее, % — 25
  - Внешний габаритный радиус поворота, м — 11
  - Расход топлива на 100 км, л — 28

## Модификации
- КАМАЗ-5308-6023-97 (D3) — модификация с дизельным двигателем внутреннего сгорания Cummins 6 ISBe285 Евро-3.
- КАМАЗ-5308-6023-97 (A4) — модификация с дизельным двигателем внутреннего сгорания Cummins ISB6/7e4[6].